# かしこ (曲)
「かしこ」は、うしろゆびさされ組通算6枚目のシングル。1987年2月21日発売。発売元はキャニオンレコード。

## 解説
『ハイスクール!奇面組』5曲目のオープニングテーマとなった（片面はエンディングテーマ）。
ラスト・シングルとなったため、結果的に全シングルが同一アニメのタイアップとなった。
次の主題歌からうしろ髪ひかれ隊の曲が使用された。

## 収録曲
1. かしこ　（4:11）
  - 作詞：秋元康　作曲・編曲：後藤次利
    - CX系アニメ『ハイスクール!奇面組』オープニングテーマ
2. ピタゴラスをぶっとばせ　（3:48）
  - 作詞：沢ちひろ　作曲・編曲：後藤次利
    - CX系アニメ『ハイスクール!奇面組』エンディングテーマ

## 楽曲の収録アルバム
- うしろゆびさされ組+うしろ髪ひかれ隊 SINGLESコンプリート
- MYこれ!クション うしろゆびさされ組BEST
- おニャン子クラブA面コレクション Vol.4 (#1)
- おニャン子クラブB面コレクション Vol.4 (#2)